# Брянський обласний театр ляльок
Брянський обласний театр ляльок (рос. Брянский областной театр кукол) — обласний ляльковий театр у місті Брянську (Росія).

## Загальні дані
Заклад розташований у прилаштованому приміщенні за адресою:
вул. Пушкіна, буд. 12, м. Брянськ (Росія).
У 2002 році при театрі відкрився музей ляльок. 

## З історії та сьогодення
Театр відкрився в 1972 році виставою «Гусенок Дорофей» за п'єсою Н. Гернет. 
У театрі працювали режисери: В.А. Сахаров, Е.П. Морозов, В.А. Вольховський, Н.П. Наумов, Я.М. Мер (1980—1998). 
За роки існування Брянський обласний театр ляльок випустив понад 100 вистав. 
Театр є постійним учасником Міжнародного фестивалю «Слов'янські театральні зустрічі» (Брянськ, Гомель, Чернігів), Фестивалю театрів ляльок Російського Нечорнозем'я. Лауреат Міжнародного фестивалю театрів ляльок Росії, Білорусі та України «Белгородская забава» (1993), володар Гран-прі Міжнародного фестивалю «Подільська лялька» у Вінниці (Україна, 2003). 
Традиційними для закладу є благодійні вистави для дітей із сиротинців Брянська та області.